# Ordine degli assistenti sociali
Il Consiglio nazionale dell'ordine degli assistenti sociali, in sigla Cnoas, è l'organo nazionale di rappresentanza degli assistenti sociali italiani.
Il Consiglio nazionale coordina gli ordini regionali, che tra i loro compiti istituzionali hanno quello della tenuta degli albi dei professionisti.
L'albo degli assistenti sociali è suddiviso nelle sezioni A, degli assistenti sociali specialisti, e B, degli assistenti sociali. Alla sezione B sono ammessi coloro che siano in possesso di una laurea della classe L-39 ex L-6 (scienze del servizio sociale) o del diploma universitario del vecchio ordinamento in Servizio sociale (restano ferme le normative relative ai titoli rilasciati in base alle normative previgenti, come diplomi di scuole dirette a fini speciali, attestati di scuole regionali etc.). Alla sezione A sono ammessi i titolari di laurea magistrale LM-87 (Servizio sociale e politiche sociali) o della vecchia laurea specialistica nella classe 57/S (Programmazione e gestione delle politiche e dei servizi sociali) infine coloro che, pur non in possesso di laurea magistrale o specialistica, siano iscritti dall'albo da almeno 5 anni e abbiano svolto per lo stesso periodo determinate funzioni professionali. Coloro che rientrano in entrambe le categorie debbono comunque sostenere l'esame di Stato per potersi iscrivere all'Ordine regionale di riferimento.